# Грачёв, Иван Дмитриевич (кинооператор)
Ива́н Дми́триевич Грачёв (9 октября 1908, Ряжский уезд, Рязанская губерния — 13 июля 1998, Москва) — советский оператор неигрового кино, фронтовой кинооператор в годы Великой Отечественной войны, заслуженный деятель искусств РСФСР (1988).

## Биография
Родился в деревне Ратманово (ныне Ряжский район Рязанская область) в крестьянской семье. Вступил в ВЛКСМ в 1924 году, период 1924—1927 годов работал литейщиком на чугунно-литейном заводе в Клину. По заводскому направлению с 1927 по 1930 год учился на отделении живописи рабфака искусств и по окончании поступил в Государственный институт кинематографии.
Параллельно с учёбой с 1934 года работал на киностудии «Межрабпомфильм». После окончания операторского факультета института в 1935 году был принят на студию (в 1936 году реорганизованную в «Союздетфильм»), где с перерывом в один год на службу в Красной армии (с октября 1936 по 1937 год) работал в качестве ассистента оператора и 2-го оператора до конца 1941 года.
После эвакуации студии в Сталинабад и размещения на её месте Центральной студии кинохроники с января 1942 года непродолжительное время работал проявщиком в кинолаборатории. А с марта был призван в киногруппу Карельского фронта. Согласно записи В. С. Ешурина, начальника киногруппы, в Карелии, ещё не будучи обмундированным, в штатском принял участие в боевой операции и снял интересный материал. С декабря 1942 года работал в киногруппе Юго-Западного фронта.

…т. Грачёв выделяется в кино-группе дисциплинированностью, выполнением в срок любого задания на сколько бы оно не было сложно и опасно.
— В. С. Ешурин, начальник киногруппы Юго-Западного фронта,
из наградного листа от 27 марта 1943 года
По ходатайству В. С. Ешурина с ассистентской должности Грачёв был переведён в операторы 3-й категории.
С марта 1943 года работал в киногруппе Сталинградского фронта, в период 1944—1945 годов — в киногруппе 3-го Украинского фронта, снимал освобождение Украины, Молдавии, Румынии, Венгрии и Югославии. С июля 1945 года — в киногруппе Южного фронта. Окончил службу в декабре 1945 года в звании инженер-майор.
У такого бесстрашного и неутомимого труженика кинолетописных дел орденский иконостас должен бы быть куда представительнее. Но, видно, Иван Дмитриевич от когорты заслуженных орденопросцев был слишком далёк…
В связи с ликвидацией фронтовых групп кинохроники, в январе 1946 года приказом Комитета по делам кинематографии при СНК СССР был зачислен оператором на киностудию «Союздетфильм», но в апреле 1948 года уволен в связи с сокращением штата работников киностудии. И только в декабре 1949 года добился зачисления на ЦСДФ.
Кроме фильмов, является автором более 300 сюжетов для кинопериодики: «Московская кинохроника», «Новости дня», «Пионерия», «Советский воин», «Советский патриот», «Советский спорт», «Союзкиножурнал».
Член Союза кинематографистов СССР (Москва) с 1957 года.

## Фильмография
- 1944 — Белград (фронтовой спецвыпуск № 9) (в соавторстве)
- 1944 — Ликвидация немецкой группировки юго-западнее г. Кишинева у Прута
- 1944 — Победа на юге (в соавторстве)
- 1945 — Будапешт (фронтовой спецвыпуск № 1)(в соавторстве)
- 1945 — Вена (фронтовой спецвыпуск № 3)(в соавторстве)
- 1946 — Ярмарка в Познани (в соавторстве)
- 1947 — Первое Мая (цветной вариант; в соавторстве)
- 1949 — XXXII Октябрь (в соавторстве)
- 1951 — 1 Мая 1951 г. (в соавторстве)
- 1951 — Москва голосует за пакт мира (в соавторстве)
- 1952 — Делегация китайских крестьян в СССР (совместно с Л. Арзумановым, Н. Вихиревым, И. Михеевым, И. Сокольниковым)
- 1952 — Москва голосует за пакт мира (в соавторстве)
- 1953 — Великое прощание (в соавторстве)
- 1953 — Китайская выставка в Москве (совместно с С. Семёновым)
- 1954 — Первая весна (в соавторстве)
- 1954 — Сборные железобетонные конструкции (в соавторстве)
- 1955 — 15 дней в Советском Союзе (совместно с Л. Котляренко, А. Кочетковым, А. Листвиным, М. Ошурковым, В. Ходяковым)
- 1955 — Американская сельскохозяйственная делегация в СССР (совместно с В. Цитроном)
- 1955 — Делегация Совета Лондонского графства в Москве (совместно с В. Штатландом)
- 1955 — Миссия доброй воли (в соавторстве)
- 1955 — Югославские футболисты в Советском Союзе (в соавторстве)
- 1956 — Олимпийский матч (Встреча сборных футбольных команд СССР и государства Израиль) (совместно с Л. Зайцевым, В. Микошей, И. Гутманом, А. Зенякиным)
- 1956 — Парламентарии Уругвая в СССР (совместно с Н. Лыткиным)
- 1956 — Праздник юности (совместно с А. Щекутьевым)
- 1956 — Пребывание в СССР делегации Национального собрания Чехословацкой республики (совместно с А. Сологубовым)
- 1956 — Шахиншах Ирана в Советском Союзе (совместно с А. Левитаном, С. Киселёвым, А. Хавчиным, В. Ходяковым)
- 1957 — На ярмарке в Познани (совместно с И. Горчилиным)
- 1957 — Стартует молодость (в соавторстве)
- 1958 — Бирманские парламентарии в Советской стране (совместно с К. Ряшенцевым)
- 1958 — Гости из Мексики в Советском Союзе (в соавторстве)
- 1958 — Международные соревнования по академической гребле (СССР — США) (совместно с Л. Зайцевым, В. Комаровым, Ю. Сурниным, Н. Шмаковым, А. Щекутьевым)
- 1958 — Футболисты Уругвая в СССР (совместно с Ю. Буслаевым)
- 1959 — Всем сердцем с партией (спецвыпуск) (совместно с А. Кричевским)
- 1959 — По пути мирного сотрудничества (совместно с А. Хавчиным)
- 1959 — Спартакиада юных (совместно с И. Греком, Е. Федяевым)
- 1961 — Друзья из Вьетнама (совместно с А. Кочетковым, К. Ряшенцевым, В. Цитроном)
- 1961 — Первый рейс к звёздам (в соавторстве)
- 1961 — Президент Республики Гана в Советском Союзе (совместно с К. Ряшенцевым, И. Сокольниковым, В. Цитроном)
- 1961 — Президент Республики Куба в СССР (совместно с И. Бганцевым, В. Киселёвым, В. Микошей, Р. Халушаковым)
- 1961 — Страницы великой борьбы (в соавторстве)[13]
- 1961 — Флаг спартакиады (в соавторстве)
- 1962 — Закон нашей жизни (совместно с П. Касаткиным, Н. Даньшиным)
- 1962 — Набат мира (в соавторстве)
- 1962 — Онкологи мира держат совет (совместно с С. Медынским)[14]
- 1962 — Юные ленинцы (совместно с А. Кочетковым, Г. Серовым)
- 1963 — И всё-таки «Спартак» (в соавторстве)
- 1963 — Твёрдый сплав (совместно с Г. Аслановым)
- 1964 — Страницы бессмертия (в соавторстве)[15]
- 1964 — Там, где прячется зима
- 1965 — Всегда вместе (СССР — ЧССР) (совместно с А. Сологубовым)
- 1966 — Несколько цифр (совместно с В. Цитроном)
- 1966 — Тысяча блюд (совместно с А. Кочетковым)
- 1967 — С тобой верные друзья, Вьетнам! (совместно с А. Сологубовым)
- 1967 — Такая воинская часть
- 1967 — Фильмы и встречи (совместно с А. Кричевским, К. Ряшенцевым)
- 1968 — Путь в капитаны (совместно с В. Макаровым)
- 1968 — Эстафета солидарности (в соавторстве)

## Награды и звания
- медаль «За боевые заслуги» (4 мая 1943)[9];
- медаль «За оборону Сталинграда» (1943)[11];
- медаль «За оборону Москвы» (1944)[5];
- орден Красной Звезды (4 октября 1944)[16];
- медаль «За взятие Будапешта» (1945)[11];
- медаль «За взятие Вены» (1945)[11];
- медаль «За оборону Советского Заполярья» (1945)[11];
- медаль «За освобождение Белграда» (1945)[5];
- медаль «За победу над Германией в Великой Отечественной войне 1941—1945 гг.» (1945)[5];
- орден Отечественной войны II степени (14 сентября 1945)[17];
- орден Отечественной войны II степени (6 апреля 1985)[2];
- заслуженный деятель искусств РСФСР (4 мая 1988)[18];
- медали СССР[2].

## Комментарии
1. ↑  Бывший «Чугунолитейный и механический завод», основанный М. Т. Чепелем в 1897 году[3], ныне — Клинский станкостроительный завод[4].
2. ↑  Сведения в Кинословаре под редакцией С. И. Юткевича, о том, что после войны работал на ЦСДФ[6] не вполне соответствуют действительности. Уволенный с «Союздетфильма» 28 апреля 1948 года, в мае 1949 года Грачёв обращался с письмом на имя заместителя министра кинематографии СССР по кадрам Н. И. Саконтикова с просьбой о помощи в трудоустройстве на ЦСДФ. Пересмотр штата студии, позволивший принять оператора, был осуществлён лишь в декабре[5].